# 福島県立浪江高等学校津島校
福島県立浪江高等学校津島校 （ふくしまけんりつ なみえこうとうがっこう つしまこう）は、福島県双葉郡浪江町に所在する県立高等学校。2021年12月現在、東日本大震災及び原発事故の影響で休校中。

## 概要
- 校是「知性・優雅」

## 設置学科
- 全日制課程　
  - 普通科

## 沿革
- 1948年 - 福島県立小高農業高等学校の分校として設立。
- 1973年 - 福島県立浪江高等学校へ移管。
- 1973年 - 現在地に移転。
- 2008年 - 現校名に改称。
- 2011年 - 福島第一原子力発電所事故により二本松文化センターに移動、仮設校舎完成後に安達高校の敷地内に移転。
- 2015年 - 募集停止[1]
- 2017年 - 休校[1]